# 哈馬德納區
35°54′00″N 0°45′00″E / 35.9000°N 0.7500°E
哈馬德納區（阿拉伯语：‎），是阿爾及利亞的行政區，位於該國西北部，由埃利贊省負責管轄，首府設於哈馬德納，面積301平方公里，2008年人口44,285，人口密度每平方公里147人。